# Silene tubulosa
Silene tubulosa är en nejlikväxtart som beskrevs av Oxelman, Lidén. Silene tubulosa ingår i släktet glimmar, och familjen nejlikväxter. Inga underarter finns listade i Catalogue of Life.